# Plasmónica

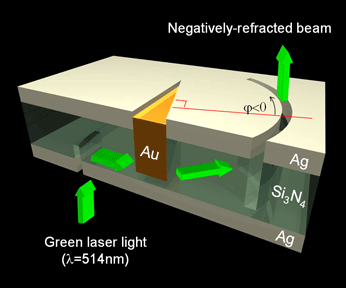
Un diseño de guía de ondas plasmónica para facilitar la refracción negativa en el espectro visible.

La plasmónica o nanoplasmónica  se refiere a la generación, detección y manipulación de señales en frecuencias ópticas a lo largo de interfaces metal-dieléctricas en la escala nanométrica.  Inspirándose en la fotónica, la plasmónica sigue la tendencia de miniaturizar los dispositivos ópticos (ver también nanofotónica) y encuentra aplicaciones en detección, microscopía, comunicaciones ópticas y biofotónica.  

## Principios
La plasmónica suele utilizar polaritones de plasmón superficial (SPP),  que son oscilaciones de electrones coherentes que viajan junto con una onda electromagnética a lo largo de la interfaz entre un dieléctrico (por ejemplo, vidrio, aire) y un metal (por ejemplo, plata, oro). Los modos SPP están fuertemente confinados a su interfaz de soporte, dando lugar a fuertes interacciones entre la luz y la materia. En particular, el gas de electrones del metal oscila con la onda electromagnética. Debido a que los electrones en movimiento están dispersos, las pérdidas óhmicas en las señales plasmónicas son generalmente grandes, lo que limita las distancias de transferencia de señales al rango subcentimétrico,  a menos que las redes de guía de luz optoplasmónicas híbridas,    o plasmones Se utilizan amplificación de ganancia.  Además de los SPP, los modos de plasmones de superficie localizados soportados por nanopartículas metálicas se denominan modos plasmónicos. Ambos modos se caracterizan por grandes valores de impulso, que permiten una fuerte mejora resonante de la densidad local de los estados de los fotones,  y pueden utilizarse para mejorar los efectos ópticos débiles de los dispositivos optoelectrónicos. 

## Motivación y retos actuales
Actualmente se está haciendo un esfuerzo por integrar los plasmónicos con circuitos eléctricos, o en un circuito eléctrico analógico, para combinar la eficiencia de tamaño de la electrónica con la capacidad de datos de los circuitos integrados fotónicos (PIC).  Si bien las longitudes de las puertas de los nodos CMOS utilizados para los circuitos eléctricos son cada vez menores, el tamaño de los PIC convencionales está limitado por la difracción, lo que constituye una barrera para una mayor integración. La plasmónica podría salvar este desajuste de tamaño entre los componentes electrónicos y fotónicos. Al mismo tiempo, la fotónica y la plasmónica pueden complementarse, ya que, en las condiciones adecuadas, las señales ópticas pueden convertirse en SPP y viceversa.
Uno de los mayores problemas a la hora de hacer realidad los circuitos plasmónicos es la corta longitud de propagación de los plasmones de superficie. Normalmente, los plasmones de superficie viajan distancias sólo en la escala de milímetros antes de que la amortiguación disminuya la señal.  Esto se debe en gran medida a las pérdidas óhmicas, que se vuelven cada vez más importantes cuanto más penetra el campo eléctrico en el metal. Los investigadores están intentando reducir las pérdidas en la propagación del plasmón superficial examinando una variedad de materiales, geometrías, frecuencias y sus respectivas propiedades.  Los nuevos materiales plasmónicos prometedores de baja pérdida incluyen óxidos y nitruros metálicos  así como grafeno.  La clave para una mayor libertad de diseño son las técnicas de fabricación mejoradas que pueden contribuir aún más a reducir las pérdidas mediante la reducción de la rugosidad de la superficie.
Otra barrera previsible que tendrán que superar los circuitos plasmónicos es el calor; El calor en un circuito plasmónico puede exceder o no el calor generado por circuitos electrónicos complejos.  Recientemente se ha propuesto reducir el calentamiento en redes plasmónicas diseñándolas para soportar vórtices ópticos atrapados, que hacen circular el flujo de energía luminosa a través de los espacios entre partículas, reduciendo así la absorción y el calentamiento óhmico,    Además del calor, también es difícil cambiar la dirección de una señal plasmónica en un circuito sin reducir significativamente su amplitud y longitud de propagación.  Una solución inteligente al problema de doblar la dirección de propagación es el uso de espejos de Bragg para inclinar la señal en una dirección particular, o incluso para funcionar como divisores de la señal.  Finalmente, las aplicaciones emergentes de la plasmónica para la manipulación de emisiones térmicas  y la grabación magnética asistida por calor  aprovechan las pérdidas óhmicas en metales para obtener dispositivos con nuevas funcionalidades mejoradas.

## Guía de ondas

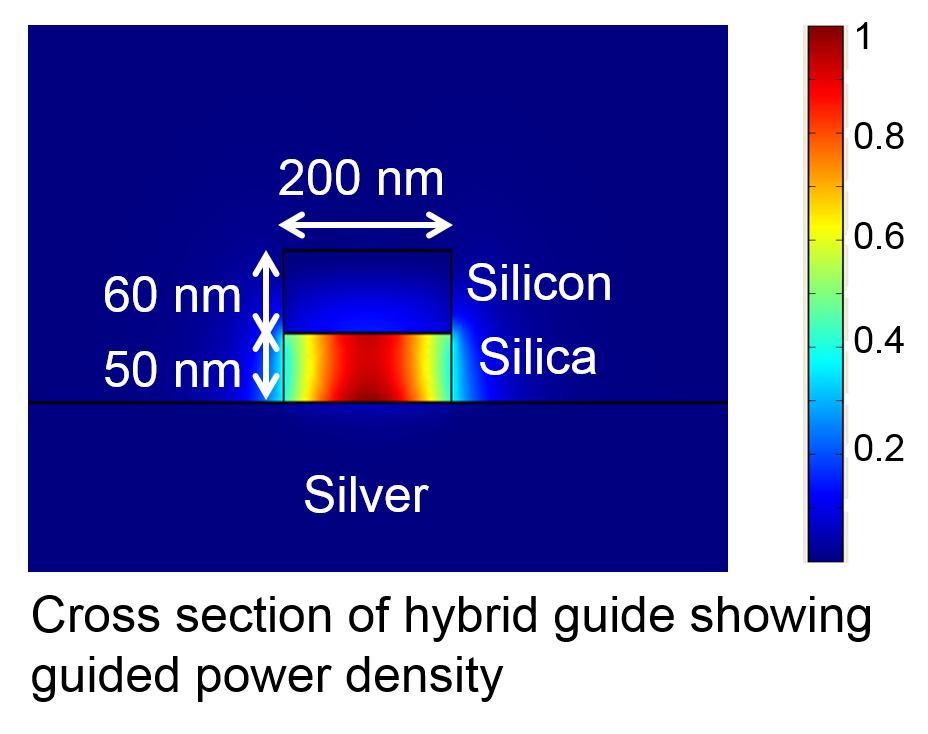
La distribución de campo en una guía de ondas plasmónica híbrida.

Los diseños óptimos de guías de ondas plasmónicas se esfuerzan por maximizar tanto el confinamiento como la longitud de propagación de los plasmones superficiales dentro de un circuito plasmónico. Los polaritones de plasmón de superficie se caracterizan por un vector de onda complejo, con componentes paralelos y perpendiculares a la interfaz metal-dieléctrico. La parte imaginaria del componente del vector de onda es inversamente proporcional a la longitud de propagación del SPP, mientras que su parte real define el confinamiento del SPP.  Las características de dispersión del SPP dependen de las constantes dieléctricas de los materiales que componen la guía de ondas. La longitud de propagación y el confinamiento de la onda de polariton del plasmón superficial están inversamente relacionados. Por lo tanto, un confinamiento más fuerte del modo normalmente da como resultado longitudes de propagación más cortas. La construcción de un circuito de plasmón de superficie práctico y utilizable depende en gran medida de un compromiso entre propagación y confinamiento. Maximizar tanto el confinamiento como la longitud de propagación ayuda a mitigar los inconvenientes de elegir la longitud de propagación en lugar del confinamiento y viceversa. Se han creado múltiples tipos de guías de ondas en busca de un circuito plasmónico con un fuerte confinamiento y suficiente longitud de propagación. Algunos de los tipos más comunes incluyen aislante-metal-aislante (IMI),  metal-aislante-metal (MIM),  polariton de plasmón superficial cargado dieléctrico (DLSPP),   polariton de plasmón de brecha ( GPP),  polariton de plasmón de canal (CPP),  polariton de plasmón de superficie de cuña (cuña),  y redes y guías de ondas optoplasmónicas híbridas.   Las pérdidas por disipación que acompañan a la propagación de SPP en metales se pueden mitigar mediante amplificación de ganancia o combinándolas en redes híbridas con elementos fotónicos como fibras y guías de ondas de resonador acoplado.   Este diseño puede dar como resultado la guía de ondas plasmónica híbrida mencionada anteriormente, que exhibe un modo de sublongitud de onda en una escala de una décima parte del límite de difracción de la luz, junto con una longitud de propagación aceptable.    

## Acoplamiento
Los puertos de entrada y salida de un circuito plasmónico recibirán y enviarán señales ópticas, respectivamente. Para ello es necesario el acoplamiento y desacoplamiento de la señal óptica al plasmón de superficie.  La relación de dispersión del plasmón de superficie se encuentra completamente por debajo de la relación de dispersión de la luz, lo que significa que para que se produzca el acoplamiento, el acoplador de entrada debe proporcionar un impulso adicional para lograr la conservación del impulso entre la luz entrante y las ondas de polariton del plasmón de superficie lanzadas en el circuito plasmónico. .  Existen varias soluciones para esto, incluido el uso de prismas dieléctricos, rejillas o elementos de dispersión localizados en la superficie del metal para ayudar a inducir el acoplamiento haciendo coincidir los momentos de la luz incidente y los plasmones de la superficie.  Una vez que se ha creado un plasmón de superficie y se ha enviado a un destino, se puede convertir en una señal eléctrica. Esto se puede lograr utilizando un fotodetector en el plano metálico o desacoplando el plasmón de la superficie en luz que se propaga libremente y que luego se puede convertir en una señal eléctrica.  Alternativamente, la señal se puede desacoplar en un modo de propagación de una fibra óptica o guía de ondas.

## Dispositivos activos
Los avances realizados en los plasmones de superficie durante los últimos 50 años han llevado al desarrollo de varios tipos de dispositivos, tanto activos como pasivos. Algunas de las áreas más destacadas de los dispositivos activos son la óptica, la termoóptica y la electroóptica. Los dispositivos totalmente ópticos han demostrado la capacidad de convertirse en una fuente viable para el procesamiento de información, la comunicación y el almacenamiento de datos cuando se utilizan como moduladores. En un caso, se demostró la interacción de dos haces de luz de diferentes longitudes de onda convirtiéndolos en plasmones superficiales de copropagación a través de puntos cuánticos de seleniuro de cadmio.  Los dispositivos electroópticos también han combinado aspectos de dispositivos ópticos y eléctricos en forma de modulador. Específicamente, se han diseñado moduladores electroópticos utilizando nanocables y rejillas metálicas resonantes acopladas evanescentemente que dependen de plasmones de superficie de largo alcance (LRSP).  Asimismo, los dispositivos termoópticos, que contienen un material dieléctrico cuyo índice de refracción cambia con la variación de la temperatura, también se han utilizado como moduladores interferométricos de señales SPP además de interruptores acopladores direccionales. Se ha demostrado que algunos dispositivos termoópticos utilizan guías de ondas LRSP a lo largo de franjas doradas incrustadas en un polímero y calentadas mediante señales eléctricas como medio para modulación e interruptores de acoplador direccional.  Otro campo potencial radica en el uso de spasers en áreas como la litografía, el sondeo y la microscopía a nanoescala. 

## Dispositivos pasivos
Aunque los componentes activos desempeñan un papel importante en el uso de circuitos plasmónicos, los circuitos pasivos son igualmente integrales y, sorprendentemente, no son triviales de realizar. Muchos elementos pasivos, como prismas, lentes y divisores de haz, se pueden implementar en un circuito plasmónico; sin embargo, la fabricación a escala nanométrica ha resultado difícil y tiene efectos adversos. Pueden producirse pérdidas importantes debido al desacoplamiento en situaciones en las que se utiliza un elemento refractivo con un índice de refracción diferente. Sin embargo, se han tomado algunas medidas para minimizar las pérdidas y maximizar la compacidad de los componentes fotónicos. Uno de esos pasos se basa en el uso de reflectores de Bragg, o espejos compuestos por una sucesión de planos para dirigir un haz de plasmón superficial. Cuando se optimizan, los reflectores Bragg pueden reflejar casi el 100% de la potencia entrante.  Otro método utilizado para crear componentes fotónicos compactos se basa en guías de ondas CPP, ya que han mostrado un fuerte confinamiento con pérdidas aceptables inferiores a 3 dB dentro de las longitudes de onda de las telecomunicaciones.  Maximizar la pérdida y la compacidad con respecto al uso de dispositivos pasivos, así como de dispositivos activos, crea más potencial para el uso de circuitos plasmónicos.